# Simona Brambilla
Simona Brambilla (Monza, 27 maart 1965) is een Italiaanse non. Sinds 6 januari 2025 is zij de prefect van het Dicasterie voor Instituten van Gewijd Leven en voor Gemeenschappen van Apostolisch Leven. Ze is de eerste vrouw aan het hoofd van een departement van de Romeinse Curie.

## Biografie
Brambilla haalde haar diploma als verpleegster in 1986. In Merate werkte ze in een ziekenhuis. In 1988 trad Brambilla toe tot het Instituut van de Missiezusters van Consolata. Sinds 1999, na haar kloostergeloften, leidde ze een jongerenpastoraat in Mozambique.
Aan de Pauselijke Universiteit Gregoriana studeerde Brambilla psychologie, waarvoor ze in 1998 haar diploma kreeg. Aan diezelfde universiteit doceerde Brambilla in de periode 2002-2006 psychologie. In 2008 behaalde ze ook haar doctoraat.
In 2011 en 2017 werd Brambilla gekozen als generaal-overste van de vrouwentak van de Consolata Missionarissen, een functie die ze bekleedde tot mei 2023.
Paus Franciscus benoemde op 8 juli 2019 Brambilla en zes andere vrouwen tot leden van het Dicasterie voor Instituten van Gewijd Leven en voor Gemeenschappen van Apostolisch Leven. Niet eerder waren vrouwen lid hiervan.
In 2022 bepaalde paus Franciscus dat niet langer enkel mannelijke priesters een afdeling van de Curie zouden mogen leiden, maar ook mannelijke en vrouwelijke niet-priesters. Op 7 oktober 2023 werd Brambilla de eerste vrouwelijke secretaris van het dicasterie waarvan ze al lid was. Diezelfde maand nam ze deel aan de Synode over Synodaliteit.
De Argentijnse hoogleraar sociologie María Lía Zervino en Brambilla werden in december 2024 de eerste vrouwelijke leden van een raad die toeziet op de uitvoering van de besluiten van de bisschoppensynode.
In januari 2025 benoemde paus Franciscus Brambilla tot prefect van het Dicasterie voor Instituten van Gewijd Leven en voor Gemeenschappen van Apostolisch Leven. Daarmee werd zij de eerste vrouw die een dicasterie leidt. Het dicasterie houdt zich bezig met religieuze ordes en congregaties, moet goedkeuring geven voor nieuwe gemeenschappen en fusies, opheffingen begeleiden en besluiten nemen over het vertrek van leden uit een orde of congregatie. De Spaanse kardinaal Angél Fernández Artime werd pro-prefect, omdat sommige taken van een prefect verricht moeten worden door iemand die tot priester gewijd is. Met het overlijden van paus Franciscus in april van dat jaar kwam er automatisch een einde aan Brambilla's termijn, maar in mei besloot de nieuw gekozen paus Leo XIV dat alle leden van de Curie mochten aanblijven.
- Istituto Centrale per il Catalogo Unico: LIGV042732